# 430 Hybris
430 Hybris è un asteroide della fascia principale del diametro medio di circa 33,33 km. Scoperto nel 1897, presenta un'orbita caratterizzata da un semiasse maggiore pari a 2,8448392 UA e da un'eccentricità di 0,2545589, inclinata di 14,59270° rispetto all'eclittica.
Il suo nome è dedicato all'Hybris, un concetto contrapposto alla giustizia (dice) nella mitologia e nella letteratura greca.